# Дансвілл (округ Стубен, Нью-Йорк)
Дансвілл (англ. Dansville) — місто (англ. town) в США, в окрузі Стубен штату Нью-Йорк. Населення — 1835 осіб (2020).

## Демографія
Згідно з переписом 2010 року, у місті мешкали 1842 особи в 727 домогосподарствах у складі 508 родин. Було 897 помешкань
Расовий склад населення:
| - 96,6 % — білих - 0,8 % — чорних або афроамериканців - 0,2 % — корінних американців - 0,1 % — азіатів - 1,3 % — осіб інших рас |

До двох чи більше рас належало 1,1 %. Частка іспаномовних становила 2,0 % від усіх жителів.
За віковим діапазоном населення розподілялося таким чином: 22,2 % — особи молодші 18 років, 63,2 % — особи у віці 18—64 років, 14,6 % — особи у віці 65 років та старші. Медіана віку мешканця становила 44,2 року. На 100 осіб жіночої статі у місті припадало 104,0 чоловіків;  на 100 жінок у віці від 18 років та старших — 103,8 чоловіків також старших 18 років.
Середній дохід на одне домашнє господарство  становив 58 398 доларів США (медіана — 46 875), а середній дохід на одну сім'ю — 63 575 доларів (медіана — 53 684). Медіана доходів становила 45 521 долар для чоловіків та 35 438 доларів для жінок. За межею бідності перебувало 17,9 % осіб, у тому числі 30,5 % дітей у віці до 18 років та 1,7 % осіб у віці 65 років та старших.
Цивільне працевлаштоване населення становило 870 осіб. Основні галузі зайнятості: освіта, охорона здоров'я та соціальна допомога — 30,2 %, виробництво — 13,9 %, роздрібна торгівля — 9,8 %, будівництво — 9,2 %.